# 香港2010年2月

## 2月26日
- 香港有線電視與兩家免費電視台就2010年世界盃足球賽轉播權未能達成共識，市民或不能免費收看任何賽事。
  - 無綫及亞視指出，有線要求免費電視台在轉播世界盃賽事時將訊號原裝轉播，免費電視台不能加入自己的製作及廣告。認為有關條件剝奪市民的選擇權，電視台亦無法監管節目質素，故無法接受安排。
  - 另國際足協要求重要賽事須有9成覆蓋率，但有線在去年10月覆蓋率只有12.1%，無綫與亞視已向去信國際足協查詢有線的做法有無問題，並冀有線容許免費電視台自行創作和包裝節目播出。
  - 廣管局表示，留意到有報道指有線為符國際足協的要求，計劃安排世界盃主要賽事在有線第1台播出，該局提醒，有線第1台屬收費頻道，如當作免費電視頻道播出節目，則屬違例。
  - 有線寬頻主席吳天海則表示，轉播賽事的安排，並無違反國際足協的規定，有線電視網絡覆蓋全港220萬個家庭，可以優惠價為大廈業主立案法團安裝有線第1台的訊號。

## 2月25日
- 據政府進行的一項調查，超過99%的受訪中學中有學生表示曾吸毒，反映香港的毒品問題異常嚴峻。 明報 （页面存档备份，存于）
- 財政司司長曾俊華發表新一份財政預算案，推出多項紓困措施。 預算案演辭 （页面存档备份，存于）
  - 政府將寬減今年度75%薪俸稅，上限為6000元；並寬免2010至2011年全年的差餉，以每戶每季上限1500元；同時寬免商業登記費一年； 公屋將會免租兩個月，綜援及生果金受助人再出雙糧。
  - 領取學生資助或綜緩的學童，可按入息審查，獲全額或半額上網津貼，政府會適度調整往後每學年的津貼額。並會成立一間非牟利機構，向清貧學童提供廉價上網服務。
  - 政府推出四項措施，包括公開拍賣或招標久末勾出的土地，提高2000萬元以上豪宅的印花稅至4.25%，積極研究活化居屋第二市場，並與港鐵及市建局磋商，增加中小型住宅單位供應。
  - 為減輕發生塌樓意外的馬頭圍道居民的徨恐，曾俊華同意市建局在馬頭圍道附近的立即啟動重建項目，為馬頭圍道、鶴園街及春田街合共33個街號的舊樓重建，並即日展開凍結人口調查工作。
  - 財政司司長曾俊華表示香港不宜採用大幅財富轉移、高福利為主的濟運作模式，解決就業和貧窮問題。他相信推動整體經濟增長，才是長遠解決就業和貧窮問題的根本之道。

## 2月19日
- 政府就2012年行政長官及立法會選舉的諮詢今日結束，當局共接獲超過4萬份意見。署理政務司司長林瑞麟期望，經整合的方案會在今年立法會期提交立法會表決。

## 2月18日
- 受東北季候風影響，香港天文台預測晚上會持續寒冷，港九市區氣溫只有8度，新界再低1至2度。明早最高氣溫為11度。今明兩日會持續多雲有雨，氣溫至周末或下周初才會回升。
- 共建維港委員會舉行最後一次會議，主席李焯芬期望委員會升格後，以建設及美化維港為任務。建議中的管理委員會，不具備法定和行政實權，直接向財政司長負責，監督及諮詢維港海濱發展。
- 政改諮詢明日結束，政團紛紛向政府遞交意見書。其中倡導民主黨黨內主流方案的狄志遠稱，他們主要建議逐步減少或合併功能組別，及大幅增加區議會界別議席，相信有助增加民主成份。
- 康文署將於下周一連三晚，舉行3個元宵綵燈會。合共展出超過3500盞綵燈，並有民族歌舞及粵劇表演。因製作費增加，3個綵燈會需耗資300萬港元，較去年上升7%，預計可吸引18萬人次進場。
- 全國人大常委范徐麗泰，與十多名「終極普選聯盟」成員見面，討論政改方案。她稱自己下月初將到北京出席兩會會議，並擔當送信人，將聯盟的意見轉告中央，相信北京樂於看見和平理性的溝通。
- 天文台啟用設於西半山的寶珊地震站，站內設有寬頻地震儀和強震儀等，能夠較準確計算地震和海嘯數據，有助估計海嘯來臨的時間和高度，以及評估地震對本港的影響。
- 房屋署完成歷時22年的秀茂坪邨重建計劃，在最後一期落成的秀茂坪南邨，採取多項綠化及環保措施。房署指該屋邨具備獨特條件，可設立多項環保綠化措施，期望居民可以有更好的生活環境。

## 2月2日
- 高院裁定，商人陳振聰在龔如心遺產爭奪事件中敗訴，龔如心的遺產撥歸華懋慈善基金所有。 香港司法機構判詞 （页面存档备份，存于）
  - 法官林文瀚頒下逾300頁的書面判詞，指陳振聰所持的2006年遺囑是偽冒，有關遺囑上的簽名，並非由龔如心簽署。法庭同時確認龔如心2002年的遺囑有效，亦採納了華懋一方的筆跡專家證供。
  - 判詞又指陳振聰多次為自己「度身訂造」供詞，並非可靠的證人，其妻譚妙清的供詞亦不可信。法官相信陳龔間只屬風水師與客戶的關係，即使曾經相戀，龔亦冀將這關係永遠埋藏。
  - 龔家聞判後召開記者會，龔如心弟弟龔仁心稱判決體現天地有正氣，相信龔如心在天之靈也會笑。他強調會好好搞好華懋慈善基金，完成姊姊社會公益的心願。即使陳提出上訴，仍有信心會贏。
  - 而陳振聰發表聲明，表示對裁決感到很失望。聲明說陳仍然可以肯定地說，手持的2006年遺囑真確無訛，是已故龔如心交給他，絕不涉偽造，律師正詳細研究判詞內容，並提出上訴。
- 法改會建議設機制，容許僱主聘請與兒童相關工作的僱員時，可查核求職者的性罪行刑事定罪紀錄。有關措施初期只涵蓋準僱員，並需由求職者本人提出，也可以經行政方式實施，毋須立法。
- 民建聯晚上舉行中委會會議後，決定不會參加立法會補選。主席譚耀宗稱公社兩黨進行所謂「五區公投」是鬧劇，不利社會發展，加上民建聯須處理樓宇安全及財政預算案事務，故作此決定。
- 上海世博會組委會及香港政府，在香港文化中心廣場設立一個以世博中國館及倒數計時器，一直運作至世博結束，文化中心及星光大道一帶，亦有展板介紹世博對香港的影響。
- 香港食油業協會於12月訪問逾500名市民，73%受訪者曾經在家中翻用食油。23%更認為，食油儲存十日以上仍可翻用。調查機構稱翻用食油會增加患心臟病和癌症的風險，建議市民使用新鮮食油煮食。
- 信置大股東黃廷方12月底在新加坡因腦出血入院，延至今早去世，終年82歲。黃廷方是現任信置主席黃志祥之父，其家族擁資產達80億美元。黃廷方的葬禮將於星期六在新加坡舉行。